# Artabotrys stenopetalus
Artabotrys stenopetalus este o specie de plante angiosperme din genul Artabotrys, familia Annonaceae, descrisă de Adolf Engler. Conform Catalogue of Life specia Artabotrys stenopetalus nu are subspecii cunoscute.